# Alois Hautt
Alois Hautt (* 14. Februar 1806 in Luzern; † 1. Juni 1871 in Luzern, heimatberechtigt in Luzern) war ein Schweizer Politiker (konservativ).

## Biografie
Alois Hautt kam als Sohn des Buchbinders Xaver Hautt und der Aloysia Hautt, geborene Acklin, zur Welt. Hautt besuchte die Schulen in Luzern. Anschliessend erlernte er den Beruf eines Buchdruckers/Buchbinders. Danach arbeitete er im Familienbetrieb der Familie Hautt. Bis 1842 war er zudem Betreiber eines Buchhandlungsantiquariats.  
Auf kommunaler Ebene begann Alois Hautt seine politische Karriere mit der Wahl in den Luzerner Stadtrat. Am 25. Juli 1841 wurde er Stadtpräsident und übte dieses Amt bis zum 30. Juni 1845 aus. Ab 1841 amtete Hautt zudem als Friedensrichter. 
Seine politische Karriere auf kantonaler Ebene war die Mitgliedschaft im Luzerner Grossen Rat (heute Kantonsrat), dem er von 1841 bis 1847 angehörte. Vom 19. Mai 1845 bis 1847 war Alois Hautt Mitglied des Regierungsrats (Kantonsregierung) des Kantons Luzern. Alois Hautt war einer von vier Vertretern des Kantons Luzern bei der Gründung des Sonderbunds und seit 1840 Mitglied des konservativen Zentralkomitees. Politisch lehnte er sich stark an Constantin Siegwart-Müller an und unterstützte wie dieser die Rückkehr der Jesuiten nach Luzern. Alois Hautt war einer der Gründer des Historischen Vereins der 5 Orte und ab 1846 Schreiber des Ruswilervereins. 
Mit der Niederlage des Sonderbunds 1847 endete auch die politische Karriere von Alois Hautt. Um einer Verhaftung zu entgehen, lebte er von 1847 bis 1853 im Verborgenen im Kanton Nidwalden. Nach der Begnadigung kehrte er nach Luzern zurück.   
Alois Hautt heiratete nie und war der letzte Vertreter der Buchhändlerdynastie Hautt (1636 bis 1842).